# USS Pensacola (CA-24)
USS Pensacola (CL/CA-24) — крейсер одноимённого типа ВМС США, состоявший на вооружении с 1929 по 1945 год. Третий корабль американского флота, названный в честь города Пенсакола, Флорида. Японское пропагандистское радио дало ему прозвище «Серый призрак» (англ. Grey Ghost).

Корабль был построен на Нью-Йоркской верфи в Бруклине. Спущен на воду 25 апреля 1929 года, вступил в строй 6 февраля 1930 года.

Первоначально был классифицирован как лёгкий крейсер (CL-24), 1 июля 1931 года переклассифицирован в тяжёлый (CA-24).

## История службы

### Перед войной
После вступления в строй, корабль выполнял задачи учебно-боевого крейсера, осуществляя подготовку офицеров для более современных тяжёлых крейсеров американского флота. С 24 марта по 5 июня 1930 года крейсер совершил свой первый поход по маршруту Нью-Йорк — Панамский канал — Кальяо — Вальпараисо — Нью-Йорк. В течение четырёх лет крейсер базировался на восточном побережье и действовал в Карибском море, а также совершил ряд переходов к берегам Калифорнии и Гавайев.

В январе 1935 года 4-я дивизия, в состав которой входил корабль, была переведена на Тихий океан. 30 января Pensacola прибыл к новому месту базирования — в Сан-Диего. После начала Второй Мировой войны крейсер был переведён на базу в Пёрл-Харбор. Оттуда он совершал учебные походы к атоллам Френч-Фригат-Шолс и Мидуэй, а также на Гуам.

В 1940 году крейсер стал одним из шести кораблей, оснащённых новыми радарами CXAM фирмы RCA.

### Вторая Мировая война

#### 1941—1942
29 ноября 1941 года Pensacola направился с конвоем в Манилу, что позволило ему избежать трагедии в Пёрл-Харбор. После нападения японцев, пункт назначения конвоя был изменён и 22 декабря корабли пришли в Брисбен.

19 января 1942 года крейсер вернулся в Пёрл-Харбор и был направлен на патрулирование близ Самоа. 17 февраля корабль вошёл в состав соединения TF-11, ядром которого стал авианосец Lexington.

20 февраля у острова Бугенвиль крейсер участвовал в отражении налёта японской авиации. Огнём зенитной артиллерии крейсера и самолётами с Lexington было сбито 17 японских самолётов. Соединение продолжало вести патрулирование в Коралловом море. 6 марта к группе присоединился авианосец Yorktown. 10 марта соединение подошло к берегам Новой Гвинеи и нанесло удар по японским базам в Саламауа и Лаэ. После завершения операции, корабли направились в Нумеа для пополнения запасов. До 8 апреля Pensacola патрулировал совместно с Yorktown, затем пришёл в Пёрл-Харбор и занимался перевозкой самолётов 212-й морской истребительной эскадрильи на Эфате. 26 мая вернулся на Гавайи вместе с авианосцем Enterprise.

Почти сразу же корабли вновь вышли в море и 2 июня присоединились к соединению TF-17 близ Мидуэя. Через два дня началось сражение за атолл.

Самолёты адмирала Спрюэнса атаковали японские авианосцы — серьёзные повреждения получили Akagi, Kaga и Sōryū. Четвёртый японский авианосец — Hiryū — атаковал Yorktown и нанёс ему большой урон. Pensacola устремился на помощь горящему кораблю, однако к моменту прибытия к месту боя состояние Yorktown было безнадёжным. Крейсер получил приказ возвращаться к Enterprise, который преследовал отходящие японские корабли. 

13 июня корабль вернулся в Пёрл-Харбор, но уже 22 июня вновь вышел в море для перевозки морских пехотинцев на Мидуэй. После этого, до 7 августа занимался патрулированием и боевой подготовкой у Гавайев.

С началом десантной операции на Гуадалканале, крейсер взял курс на Соломоновы острова, сопровождая авианосцы Saratoga, Hornet и Wasp. Отсутствие противолодочного вооружения на крейсере стало одной из причин того, что японскими субмаринами был потоплен Wasp, а Saratoga получил повреждения в результате торпедной атаки.

2 октября, вместе с Hornet, крейсер направился в район острова Санта-Исабель. 24 октября корабли присоединились к Enterprise для перехвата японских кораблей, шедших к Тулаги.

26 октября началось сражение у островов Санта-Крус. Американские бомбардировщики нанесли повреждения авианосцам Zuihō и Shōkaku, лёгкий крейсер Yura был потоплен. Ответным ударом японских самолётов был потоплен Hornet. Pensacola подобрал 188 выживших с погибшего авианосца и доставил их на Нумеа.

2 ноября крейсер вышел с конвоем к Гуадалканалу. 12 и 13 ноября корабль прикрывал Enterprise в ходе сражения у Гуадалканала.

29 ноября Pensacola в составе соединения TF-67 под командованием контр-адмирала Райта вышел на перехват японского конвоя, шедшего к Гуадалканалу. Незадолго до полуночи 30 ноября американские корабли столкнулись с противником близ острова Саво. Американцы первыми открыли огонь и потопили эсминец Takanami. Японские корабли выпустили торпеды. Две из них попали в крейсер Minneapolis, ещё одна в крейсер New Orleans. Уворачиваясь от столкновения с повреждёнными кораблями, Pensacola получил попадание торпедой, повлёкшее затопление машинного отделения и взрыв части боезапаса, погибло 125 членов команды. Последний в колонне американских крейсеров — Northampton — также получил два попадания торпедами и затонул. Несмотря на повреждения и пожар, Pensacola сумел своим ходом дойти до Тулаги.

После оперативного ремонта, корабль сначала направился на Эспириту-Санто, а оттуда в Пёрл-Харбор для полного исправления повреждений.

#### 1943—1945
19 ноября 1943 года крейсер вёл бомбардировки японских укреплений на атоллах Бетио и Тарава. 20 ноября крейсер осуществлял прикрытие высадки десанта, а позже сопровождал авианосец Independence к Фунафути.

В январе 1944 года крейсер выполнял задачи по огневой поддержке десантов на Кваджалейн и Маджуро. С 30 марта по 1 апреля входил в состав прикрытия авианосцев, атаковавших японские позиции на Каролинских островах.

В мае корабль встал на короткий ремонт, а затем ушёл к Курилам, где вёл обстрелы японских аэродромов на островах Мацува и Парамушир. В июле крейсер патрулировал в водах Аляски, а 8 августа направился в Пёрл-Харбор.

3 сентября Pensacola участвовал в нанесении удара по острову Уэйк. 9 октября обстреливал японские укрепления и радиостанцию на острове Маркус.

16 октября крейсер присоединился к соединению быстроходных авианосцев для оказания поддержки кораблям 7-го флота, атаковавшего Филиппины. Участвовал в нанесении удара по Лусону и в атаке на Лейте. 25 октября принимал участие в бою у мыса Энганьо.

В ночь с 11 на 12 ноября крейсер обстреливал Иводзиму. 20 ноября, во время перехода на Сайпан, с корабля обнаружили перископ японской подлодки. Субмарина была протаранена эсминцем Case, но через некоторое время японский кайтэн атаковал и уничтожил танкер Mississinewa. 22 ноября крейсер прибыл на Сайпане, для подготовки вторжению на Иводзиму. 6 декабря орудия Pensacola выпустили 500 снарядов по японским укреплениям на острове. Следующий выход на обстрел японских позиций крейсер совершил с 24 по 27 декабря.

27 января корабль вышел с Улити в составе соединения адмирала Роджерса и, через Тиниан, направился к Иводзиме для оказания поддержки десанту. 

17 февраля крейсер попал под обстрел японских береговых батарей, получив шесть попаданий, погибло 17 членов экипажа. После краткого ремонта Pensacola снова вернулся к Иводзиме и до начала марта успешно подавлял огнём артиллерию японцев.

20 марта крейсер вышел в море для участия в атаке на Окинаву — последний японский форпост. 25 марта корабль осуществлял обстрел позиций японцев, прикрывая тральщики, готовившие фарватер для десантных кораблей. 27 марта крейсер был атакован подводной лодкой. Благодаря бдительности экипажа торпеды были замечены и корабль сумел увернуться — одна из торпед прошла всего в 6 метрах от корпуса.

До 15 апреля Pensacola действовал у Окинавы, после чего, через Гуам и Пёрл-Харбор, направился для ремонта на верфь Mare Island NSY. 3 августа корабль пришёл в Адак, где и встретил окончание войны. 8 сентября, вместе с другими кораблями 5-й дивизии крейсеров, он бросил якорь в бухте Оминато на Хонсю.

### Послевоенный период
14 ноября крейсер вышел из Оминато и отправился к Иводзиме, откуда перевёз 200 ветеранов в Сан-Франциско. В январе 1946 года Pensacola доставил ещё 700 солдат с Гуама в Сан-Диего.

29 апреля 1946 года корабль перешёл в Пёрл-Харбор для подготовки к операции «Crossroads» — ядерных испытаний на атолле Бикини. Крейсер выдержал два ядерных взрыва — 1 и 25 июля. 24 августа крейсер был отбуксирован к атоллу Кваджалейн и выведен в резерв. Корпус корабля был передан для изучения последствий ядерных испытаний. После завершения этих работ, корабль был уничтожен во время артиллерийских стрельб близ побережья штата Вашингтон.

## Награды
За время несения службы крейсер был награждён 13 Боевыми звёздами.

## Командиры корабля
- капитан Альфред Грэм Хоу (6 февраля 1930 — 28 декабря 1931)
- капитан Дэвид Уорт Багли ст. (28 декабря 1931 — 10 июня 1933)
- капитан Герберт Харлан Майкл (10 июня 1933 — 12 апреля 1935)
- капитан Расселл Креншоу (12 апреля 1935 — 16 июня 1936)
- капитан Джордж Холл Боуди (16 июня 1936 — 6 декабря 1937)
- капитан Эндрю Дэниел Денни (6 декабря 1937 — 16 декабря 1939)
- капитан Норман Скотт (16 декабря 1939 — 21 января 1942)
- капитан Фрэнк Лоу (21 января 1942 — 19 мая 1943)
- капитан Аллен Маллиникс (19 мая 1943 — 12 июня 1943)
- капитан Рэндалл Диз (12 июня 1943 — 19 мая 1944)
- капитан Уиллард Джон Суитс (19 мая 1944 — февраль 1946)
- капитан Дональд Джеймс Рамсей (февраль 1946 — 26 августа 1946)